# Herbert Spencer
Herbert Spencer (Derby, 1820. április 27. – Brighton, 1903. december 8.) angol filozófus, biológus, antropológus és szociológus, államelméleti gondolkodó.

## Élete
Matematikus édesapja és liberális pap nagybátyja, Thomas nevelték. Előbb mérnöki, később hírlapirói pályára lépett; 1848–1859-ben munkatársa volt előkelő angol folyóiratoknak, az Economistnak, a Westminster Review-nak és az Edinburgh Review-nak.
Ezek után főleg Darwin nézeteiből indulva számos nagy rendszeres műben filozófiai világnézetét dolgozta ki, melynek fő tételei a következők: szoros különbséget kell tenni a megismerhető és megismerhetetlen közt. A dolgok ősokát nem ismerjük, róla nem tudhatunk semmit. Hasonlóképp megmagyarázhatatlanok tér, idő, anyag, mozgás, erő, érzet, ész. Csak a végest ismerhetjük meg, csak az erre vonatkozó legegyetemesebb ismeretek rendszeres egysége a filozófia. A legfőbb igazság, melyet elérhetünk, az erő fennmaradása, ebből származtathatjuk le az erők viszonyainak állandóságát, hogy ugyanazok az erők ugyanazon körülmények közt ugyanazt az eredményt szülik. A természet folyamata pedig kettős: evolúció, kifejlés, azaz kiterjedése a mozgásnak és ezzel az anyagnak egésszé való egyesülése, és disszolució, feloszlás, a mozgás megszüntetése, az egésznek végeire oszlása. Minthogy a mostani világállapotban az evolúció uralkodik, Spencer rendszerét evolucionizmusnak nevezi és e gondolatát vezérfonalul használja az összes jelenségek sajátosságainak magyarázatára, a Föld képzésének, az élő szervezet alakulásának, a társadalomnak, nyelveknek, tudományoknak, művészeteknek magyarázatára. Az erkölcstant is erre az evolucionisztikus elvre alapítja, az egoizmust az altruizmussal kapcsolván egybe. Auguste Comte nézetét a fejlődés fokairól és a tudományok rendszeréről nem fogadja el. Érdemes megemlíteni, hogy Spencer a neki felajánlott Pour le mérite porosz érdemrendet visszautasította.
Magyarul Lechner László ismertette Spencer rendszerét a Magyar Philologiai Szemlében.

## Főbb művei
- Social statics (1851, 2. kiad. 1874)
- Principles of psychology (1855, 2. kiad. 1872)
- Essays (2 kötet, 1858-63)
- Education (1861, magyarra fordították Losonczy L. és Öreg János, Nagy-Kőrös 1875)
- A system of philosophy. I. First principles (1862); II., III. Principles of biology (1863-67); IV., V. The principles of psychology; VI-VIII. Principles of sociology; IX. X. Principlex of morality (1897)
- Data of ethics (1879)
- The classification of the sciences (1864)
- The study of sociology (14. kiadás 1889)
- Ceremonial institutions (1879., magyarul is megjelent Szertartásos intézmények c. alatt először a Budapesti Szemlében, azután külön)
- Political institutions (1882)
- Ecclesiastical institutions (1885)
- Descriptive sociology (6 kötet, 1873, munkatársai itt: Callier, Scheppig, duncan)
- The right of childrens (1879)

## Magyarul
- Értelmi, erkölcsi s testi nevelés; ford. Öreg János, ifj. Losonczy László; fordítói, Nagykőrös, 1875
- Spencer Herbert synthetikus filozófiájának kivonata; összeáll. Collins F. Howard, előszó Spencer Herbert, ford. Jászi Oszkár et al., bev. Pekár Károly; Politzer, Bp., 1903 (Társadalomtudományi könyvtár)
- Értelmi, erkölcsi és testi nevelés; ford. Öreg János, Losonczy László; 3. átnézett kiad.; Hornyánszky, Bp., 1906
- Hogyan lett a vallás? Spencer Herbert nyomán; Europa, Bp., 1907 (Ébresztő. Tudományos népszerű füzetek)
- Alapvető elvek; ford. Jónás János; Grill, Bp., 1909 (Társadalomtudományi könyvtár)
- A haladás; ford. Szabó László; Révai, Bp., 1919 (Világkönyvtár)
- A katonai és iparos társadalmak szociológiája; ford., bev. Nagy Dénes; Új Magyarország, Bp., 1919 (Természet és társadalom)
- Politikai fetisizmus; ford. Abody Béla; in: Hagyomány és egyéniség. Az angol esszé klasszikusai; vál. Európa Könyvkiadó munkaközössége, közrem. Ruttkay Kálmán, Ungvári Tamás, utószó Abody Béla, jegyz. Abádi Nagy Zoltán; Európa, Bp., 1967